# Камерон Бреннаган
Кемерон Марк Томас Бреннаган (англ. Cameron Mark Thomas Brannagan; 9 травня 1996, Манчестер, Англія) — англійський футболіст, півзахисник англійського клуба «Ліверпуль»

## Кар'єра

### Клубна
Кемерон Бреннаган народився в Манчестері, але у віці 5 років приєднався до головного суперника — «Ліверпулю». В 2013 році він почав регулярно грати за команду до 21 року і забив 3 гола в молодіжній Прем'єр-лізі. 

## Статистика

### Клубна
| Клуб      | Сезон     | Національний чемпіонат | Національний чемпіонат | Національний чемпіонат | Національні кубки | Національні кубки | Єврокубки | Єврокубки | Всього | Всього |
| Клуб      | Сезон     | Ліга                   | Матчі                  | Голи                   | Матчі             | Голи              | Матчі     | Голи      | Матчі  | Голи   |
| --------- | --------- | ---------------------- | ---------------------- | ---------------------- | ----------------- | ----------------- | --------- | --------- | ------ | ------ |
| Ліверпуль | 2015/2016 | АПЛ                    | 1                      | 0                      | 4                 | 0                 | 2         | 0         | 7      | 0      |